# مفاجأة مو

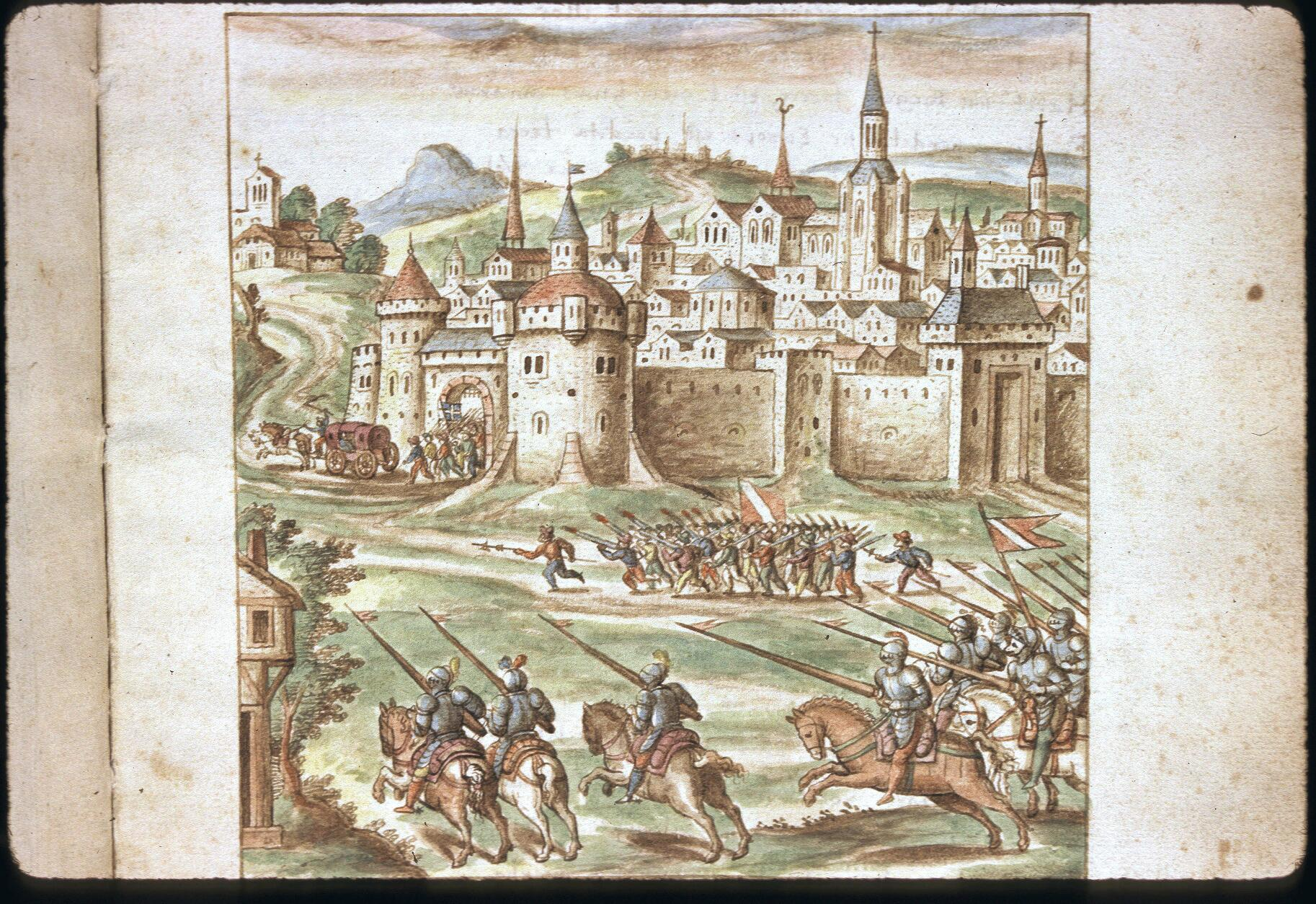

كانت مفاجأة مو مؤامرة حاكها لويس، أمير كوندي، عام 1567م لأسر تشارلز التاسع ملك فرنسا وبقية العائلة المالكة الفرنسية. ولكنها فشلت وأشعلت الحرب الدينية الثانية (1567-1568 م).

## الخطة
قرر أمير كوندي، بعدما استشعر زيادة الخطر على البروتستانت الفرنسيين، اتخاذ إجراءات استباقية ووقائية، بالرغم من التحفظات التي أبداها جاسبارد دي كوليجني. متخذًا ذريعة أن الملك تم تهديده بخطط إيطالية لأسره، غزا كوندي قلعة مونسو في 28 سبتمبر 1567م في بري بالقرب من مو من أجل إلقاء القبض على شخص الملك. وتمكن هو ووالدته، كاثرين دي ميديشي، فقط من الهروب من البروتستانت بصعوبة شديدة وفروا إلى مو ومن ثم إلى باريس.

## النتائج
شكلت هذه الحادثة ذريعة لبدايات جديدة للعنف. في اليوم التالي، وهو يوم القديس ميخائيل، قُتل القساوسة الكاثوليك، في نيم بطرق وحشية عُرفت فيما بعد باسم ميشيلاد. ومع ذلك، لم تدم الحرب الدينية الثانية التي اندلعت أيضًا لفترة طويلة، فقد افتقر الطرفات المتعارضان للموارد المالية وربما الرغبة في الانخراط في المعركة، وانتهت بسرعة إلى بضع عمليات صغيرة. وقد وضعت معاهدة لونج مو، التي أنهت الحرب، حدًا للوضع الذي كان راهنًا ولكنها كانت مجرد هدنة لكلا الطرفين لإعادة بناء قواتهما العسكرية. واتخذ الهوغونوتيون مواقعهم في لا روشيل خلال الهدنة من أجل إعادة بناء قواتهم، وحدثت المعارك التالية في المقاطعات الغربية والجنوبية الغربية الفرنسية.

## قائمة المصادر
- Baron Kervyn de Lettenhove, Les Huguenots et les Gueux - Etude historique sur vingt-cinq années du XVIe siècle (1560-1585), Bruges, Beyaert-Storie, 1883